# Слепящая тьма
«Слепящая тьма» (англ. Darkness at Noon, буквально Тьма в полдень) — роман британского писателя венгерско-еврейского происхождения Артура Кёстлера. Книга посвящена описанию эпохи «Большого террора» в Советском Союзе в 1936—1938 годах, о том, как жернова революции перемалывают и уничтожают своих создателей, по мнению Партии, усомнившихся в правильности выбранного пути развития государства и движения. В романе государство, где происходят события, прямо не называется, а упоминается как страна победившей Революции.
Политический эмигрант во Франции, Кёстлер писал роман по-немецки с прицелом на издание в первую в очередь в Британии, из-за чрезвычайно напряжённой политической обстановки во Франции в 1939—1940 годах (которая в итоге привела её к нацистской оккупации). Перевод романа на английский язык был осуществлён Дафной Харди, с которой Кёстлер в тот момент состоял в фактическом супружестве, хотя та и не была профессиональной переводчицей. Несмотря на это, роман стал классикой британской литературы и ввёл его автора в число британских писателей: все свои последующие сочинения Кёстлер писал по-английски. Текст, переведённый Харди, стал сам «подлинником»: все переводы «Слепящей тьмы» на другие языки делались именно с него. Немецкий оригинал был изъят французской полицией, и его след потерялся в годы нацистской оккупации. В 2015 году копия оригинального текста была обнаружена в Швейцарии, и ныне роман существует в двух версиях: «английской» и «немецкой».

## Название
Немецкая машинопись, с предварительным названием по имени главного героя нем. Rubaschow, по обнаружении в 2015 году была опубликована под названием нем. Sonnenfinsternis — Солнечное затмение. Первоначальное название английского перевода, запланированное Кёстлером — Порочный круг (англ. The Vicious Circle). Оно, однако, не понравилось издателю. Сам Кёстлер, въехавший в Британию нелегально и заключённый на момент выхода романа в Пентонвиле, не имел контроля над издательским процессом, и им распоряжалась переводчица романа и тогдашняя партнёрша Кёстлера Дафна Харди. Руперт Харт-Дэвис сказал ей, что «Библия — всегда хороший источник заглавий», и она предложила новое название Darkness at Noonday, взятое из Иов. 5:14 (в Синодальном переводе днем они встречают тьму и в полдень ходят ощупью, как ночью). Позже оно было сокращено до Darkness at Noon. Дафна Харди сообщила Кёстлеру, якобы новое название было придумано издателем, и «много хуже» оригинального. Однако Кёстлеру оно понравилось: он усмотрел в нём цитату из мильтоновой строки O dark, dark, dark, amid the blaze of noon из «Самсона-борца» (в переводе Юрия Корнеева О, мрак среди сиянья, мрак бескрайный). Английский перевод оригинальной немецкой версии был выпущен в 2019 году также под названием Darkness at Noon.
Французский перевод, выполненный в 1944—1945 годах Жеромом Женаттоном (псевдоним Эмиля Делавене), получил название фр. Le Zéro et l'Infini (Нуль и бесконечность), в духе других основанных на противопоставлении заглавий Кёстлера (Arrival and Departure, The Yogi and the Commissar). Русский перевод названия Слепящая тьма был придуман Кистяковским.

## Персонажи
Основной персонаж книги Рубашов, Николай Залманович — старый большевик, бывший народный комиссар, бригадный командир во время гражданской войны, возможно, основан на личностях, судимых на показательных процессах 1936-38 гг., таких как Каменев, Зиновьев или Бухарин. Некоторых из прототипов автор знал лично.

### Прочие персонажи
- Следователь Иванов
- Следователь Глеткин
- 402-й — сосед Рубашова и заключенный со стажем, возможно бывший поручик царской армии

### Эпизодические персонажи
- Заячья губа, сын профессора Кифера
- Михаил Богров — «матрос первого революционного броненосца, первый кавалер ордена революции, командующий восточно-океанским флотом», личный друг Рубашова, встретившийся ему в заключении

- «Рип ван Винкль», 406-й
- Крестьянин (товарищ по прогулке)
- Дворник Василий
- Вера Васильевна, дочь дворника

### Персонажи из воспоминаний Рубашова
- Арлова — бывший секретарь и любовница Рубашова, арестованная и расстрелянная ранее
- Рихард
- «Малютка» Леви
- Профессор Кифер
- Барон З.

### Персонажи партии
- Старик с «татарской ухмылкой» — олицетворяет Ленина
- Первый, великий вождь — диктатор «страны победившей революции», «усач с насмешливо циничными глазами», теперешний объект культа личности, олицетворяющий Сталина
- Бородатые философы — групповое фото старых большевиков, ранее висевшее на всех стенах, а теперь снятое и запрещенное

### Прочие политики
- «Усатик со стеклянным взглядом» — Гитлер

## Сюжет
Главный герой книги Николай Залманович Рубашов, бывший народный комиссар, мужчина старше пятидесяти лет, арестован по подозрению в уклонении от линии Партии и помещён в тюрьму, где ждёт решения собственной судьбы. Его образ основан на ряде фигурантов московских судебных процессов, и которые были лично известны автору. Рубашов — это олицетворение группы старых большевиков.
Кёстлер использует его образ для исследования действий «старых большевиков» на московских процессах 1938 года. Находясь в тюрьме, Рубашов вспоминает и заново оценивает свою роль в партии и в борьбе за достижение её целей. Он приходит к выводу, что он не совершил никаких контрреволюционных действий, однако, несмотря на это, он соглашается, не сопротивляясь, с тем неизбежным концом, который его ждёт. Он не спорит, понимая, что до собственного ареста он сам точно так же, в русле установленной партией линии, расправлялся с «уклонившимися» соратниками. Более того, несмотря на неизбежность расстрела, в ходе последних допросов он соглашается признать обвинения в ходе открытого процесса, публично осудив себя и любых иных «уклонившихся», тем самым сыграв последнюю жертвенную роль в интересах партии.

## Предпосылки к написанию
Интерес Кёстлера к коммунизму начинается с Венгерской революции 1919 года, которую он застал подростком. В 1931 году Кёстлер в качестве журналиста находился на дирижабле «Граф Цеппелин» во время его экспедиции к Северному полюсу. Посещение Советского Союза, в том числе Ленинграда, усилило его советские симпатии, по возвращении Кёстлер вступил в компартию.
В 1932 году Кёстлер посетил Советский Союз в качестве журналиста. Будучи, как и многие писатели его времени, приверженцем идей марксизма, Кёстлер с воодушевлением берётся за подготовку книги о достижениях советского правительства в годы после революции. Несмотря на то, что многие проявления советской действительности показались Кёстлеру как минимум проблематичными (так, проезжая поездом через Украину, он невольно стал свидетелем ужасов Голодомора), он смог удовлетворить себя официальными объяснениями, выставлявшими сталинский режим в благовидном свете и приписывавшими трудности «тяжёлому наследию прошлого» (в «Слепящей тьме» эта риторика была вложена в уста следователя Глеткина). Будучи в Москве, Кёстлер завёл знакомство с такими деятелями, как Бухарин и Радек (который был кроме того другом Вилли Мюнценберга, парижского руководителя Кёстлера, которого тот очень уважал).
Как член Компартии, Кёстлер отправляется в Испанию в качестве военного корреспондента. Там он узнаёт о процессе в отношении Пятакова и Радека. Когда Михаил Кольцов поставил перед партийными журналистами задачу написать об отношении «испанского пролетариата» к этому процессу, Кёстлер начал постепенно разочаровываться в сталинском СССР. Сталинские репрессии против анархистов и троцкистов в Испании заставили Кёстлера сомневаться в правомерности революционной морали. Во время одной из своих испанских командировок Кёстлер оказывается в плену у франкистов. Выйдя на свободу в 1938 году, писатель узнает, что в Москве исчезли известные немецкие антифашисты, в том числе брат его жены. Встретившись со своей близкой подругой Евой Штрикер, приехавшей в качестве специалистки по керамике на работу в Харьков и отсидевшей полтора года в «Крестах» по фантастическому обвинению в подготовке покушения на Сталина, он удивился тому, насколько её опыт был сродни тому, что пришлось вынести самому Кёстлеру в севильской тюрьме. Разуверившись в сталинском режиме, Кёстлер оставался в целом доброжелателен к советскому проекту, считая сталинизм «подростковым периодом» на пути к социализму. Однако его соратники, не смевшие противоречить инструкциям из Москвы, дали ему понять, что даже такое мнение несовместимо с членством в партии. Из-за этого Кёстлер принимает решение о выходе из неё, несмотря на усилия, которые прилагались к его освобождению по партийной линии.

## Работа над романом и публикация
Артур Кёстлер начал писать роман в 1939 году в Рокбрюн-Кап-Мартене по предложению Леопольда Шварцшильда, редактора немецкой эмигрантской газеты Das neue Tagebuch, придерживавшейся антисталинизма левого толка. Изначально Кёстлер планировал писать роман о группе заключённых, но по мере работы сюжет претерпел изменение, поскольку Кёстлера увлекла созданная им личность Н. З. Рубашова; сюжет сместился в область его рефлексии и воспоминаний. С точки зрения затрагиваемых вопросов морали роман продолжает темы, поднятые в «Гладиаторах», предыдущем романе Кёстлера. 230 страниц черновой версии были завершены Кёстлером за несколько недель. Суета курортного Рокебрюна отвлекала Кёстлера от работы, и для её завершения им с Дафной Харди пришлось переместиться в деревню Рокбийер, где он узнал о заключении пакта Молотова — Риббентропа, вызвавшем у него ещё большее разочарование в сталинизме.
21 сентября 1939 года писатель был арестован французской полицией и направлен в лагерь для интернированных лиц в Пиренеях. В январе 1940 года Кёстлер был освобождён и получил возможность закончить работу над романом, хотя и в крайне стеснённых условиях, как по времени, так и материально: в находившейся на седьмом этаже парижской квартире, в которой работали Кёстлер и Харди, не функционировали центральное отопление и лифт, а позже и телефон. Практически параллельно с тем, как Кёстлер писал роман по-немецки, Харди делала его перевод на английский. 1 мая, за 10 дней до Падения Франции, перевод романа был отправлен в Лондон; немецкий же вариант книги был изъят в ходе одного из многочисленных обысков полиции. Впрочем, в марте машинопись немецкого текста с авторской правкой была отправлена в Швейцарию издателю-антифашисту Эмилю Опрехту, известного публикациями Томаса Манна и Стефана Цвейга, где та была утеряна.
Через некоторое время и сам автор перебрался в Великобританию. Здесь Кёстлер также на некоторое время оказался под арестом как подозрительное лицо, пересёкшее границы государства . Находясь в Пентонвильской тюрьме, писатель заканчивает работу над книгой. Роман был опубликован ещё до освобождения Кёстлера.
Отправленный в Лондон роман был впервые опубликован на английском. Все последующие переводы другие языки, в том числе на немецкий (в 1948 году самим автором) делались с этого перевода. Копия Опрехта была обнаружена в 2015 году в цюрихской библиотеке аспирантом Кассельского университета Маттиасом Весселем. В 2018 году эта версия была напечатана, а в 2019 году с неё был сделан научный перевод на английский язык (переводчиком был Филип Бём).

## Оценки и анализ
Роман был опубликован в Великобритании в декабре 1940 года в разгар Блица и прошёл фактически незамеченным: за первый год было продано около 2500 копий романа. Однако в 1941 году он был опубликован в США, ещё не вступивших в войну, и получил там признание, а потом стал литературным событием и в Британии. Джордж Оруэлл в критическом очерке о творчестве Артура Кёстлера говорит о том, что практически все работы писателя сосредоточены на московских процессах 1930-х годов. При этом автор, очевидно разочарованный в постреволюционной России, приходит к неутешительным выводам о неизбежном «моральном падении» общества после революции. Оруэлл видит прототипами главного героя Троцкого, Бухарина и Раковского, либо кого-то из иных представителей старых большевиков, не поддерживающих сталинский путь развития СССР. Оруэлл высоко оценивает значение романа, и, сравнивая роман Кёстлера с антифашистским романом Иньяцио Силоне «Фонтамара» констатирует, что в 1930—1940-х годах из среды британских писателей невозможно было бы появление художественного произведения о тоталитаризме подобно тому, как не мог бы «работорговец написать "Хижину дяди Тома"».
Роман вошёл в список 100 лучших романов XX века на английском языке по версии издательства Modern Library

## Театральные постановки

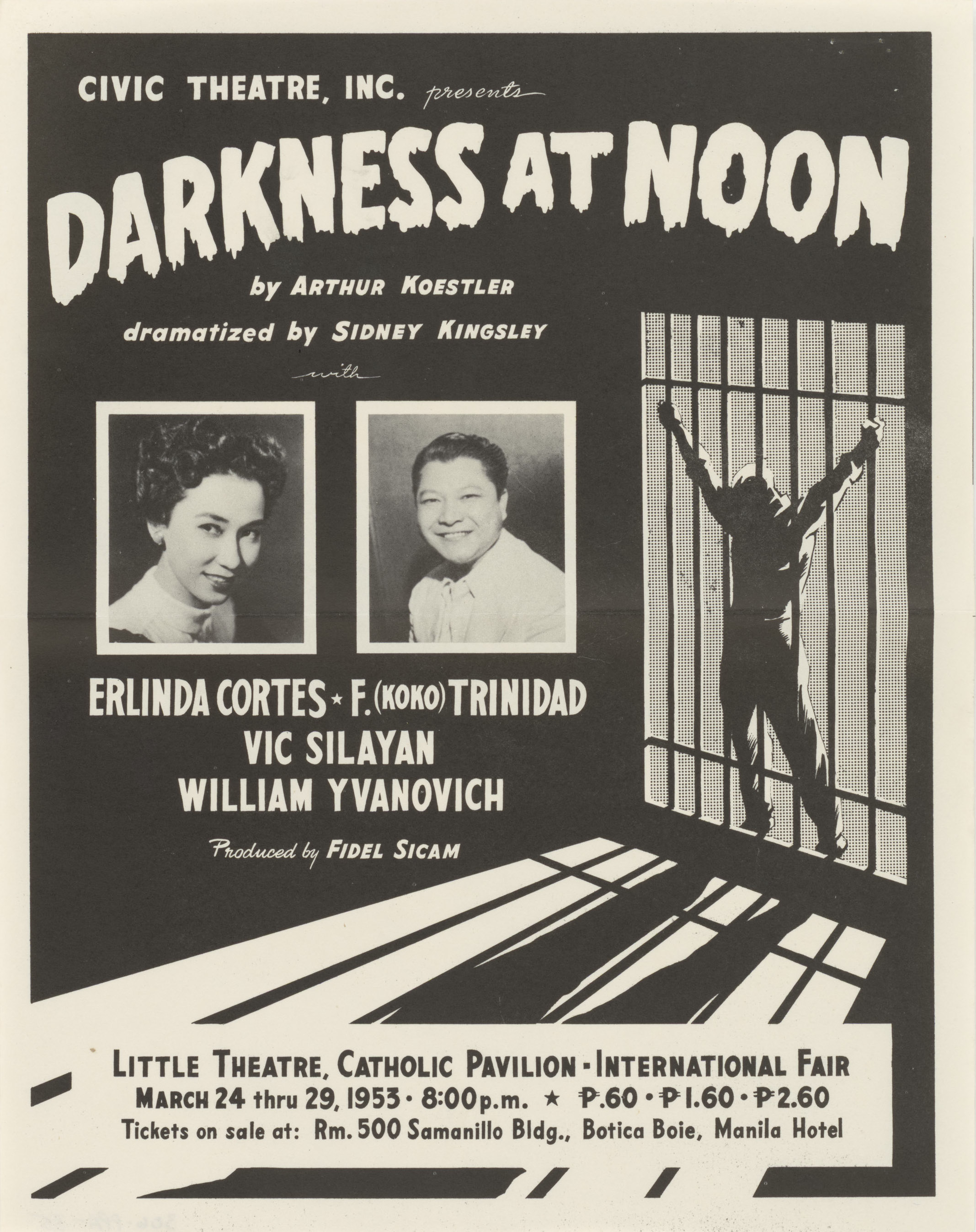
Театральная афиша спектакля по сценарию Сидни Кингсли в Театре Манилы. В ролях: Erlinda Cortes, Koko Trinidad, Vic Silayan, Уильям Ивано́вич.

В 1950 году американский драматург Сидни Кингсли написал сценарий для спектакля в трёх частях, премьера которого состоялась на Бродвее в январе 1951 года. Кингсли сам отбирал актёрский состав. В премьерном показе и постановках в нью-йорских театрах, которые шли с большим успехом более двухсот раз на протяжении пяти месяцев 1951 года, в роли Рубашова сыграл Клод Рейнс:
- Театр «Элвин», Нью-Йорк: с 13 февраля по 24 марта.
- Театр «Рояль», Нью-Йорк: 26 марта — 23 июня (168 раз).

В ходе бродвейского тура по США роль Рубашова исполнял Эдвард Г. Робинсон. Спектакль широко исполнялся в театрах США и других стран. В странах Восточного блока и вообще в соцстранах спектакль не ставился, книга в соцпечати не публиковалась.
Актёрский состав нью-йорскских постановок
| Рубашов     | Клод Рейнс       |
| Надзиратель | Роберт Кит       |
| 402-й       | Филип Кулидж     |
| 302-й       | Ричард Сефф      |
| 202-й       | Аллан Рич        |
| Люба        | Ким Хантер       |
| Глеткин     | Джек Пэланс      |
| Иванов      | Александр Скорби |

## Экранизации
- В мае 1955 года в США вышел полуторачасовой телевизионный фильм «Слепящая тьма» режиссёра Делберта Манна на основе театрального сценария Сидни Кингсли. Фильм транслировался NBC. В роли Рубашова — Ли Джей Кобб[26].
- В 1956 году в Японии вышел художественный фильм «Слепящая тьма» (Mahiru no ankoku) режиссёра Тадаси Имаи, являющийся вольной интерпретацией на тему произвола властей над заключённым, перемежающегося воспоминаниями того о пережитом и т. п., выраженной с левых позиций, с японской национальной спецификой. В главной роли — Кодзиро Кусанаги[26].
- В 2017 году 4-й канал Британского радио Би-би-си транслировал постановку «Слепящая тьма» по сценарию Саймона Скэрдифилда[англ.], написанную им на основе обнаруженной в Швейцарии копии оригинала произведения[26].